# Вальденовское обращение

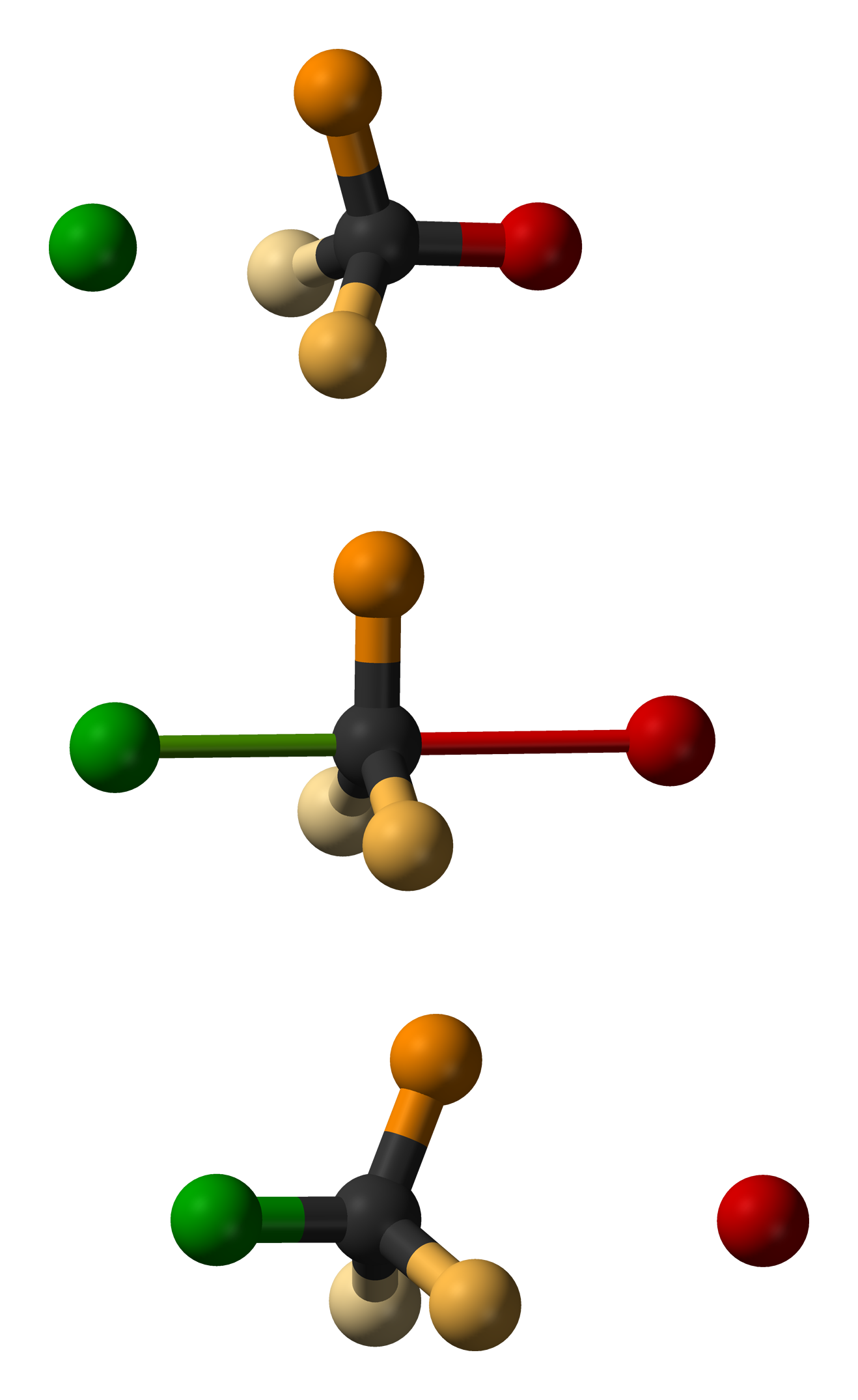
Обращение конфигурации в результате химической реакции

Вальденовское обращение — инверсия (обращение) хирального центра молекулы в процессе химической реакции. Так, например, в процессе нуклеофильного замещения по механизму SN2 происходит обращение конфигурации при sp3-гибридизованном атоме углерода. Явление названо в честь химика П. Вальдена, впервые наблюдавшего его в 1896 году.